# Tilt Ya Head Back
"Tilt Ya Head Back" é uma canção do rapper norte-americano Nelly, gravada para o seu terceiro álbum de estúdio Sweat. A canção contém a participação da cantora Christina Aguilera. Foi escrita por Nelly, Dorian Moore, Tegemold Newton e Curtis Mayfield, enquanto que a produção ficou a cargo de Doe Mo' Beats. A canção deriva de origens estilísticas de Hip-hop e R&B, com influências do funk. A sua sonoridade é composta através dos vocais, juntamente a uma bateria e um saxofone.
O single foi lançado em 15 de Setembro de 2004. A recepção por parte da crítica sobre música foi geralmente positiva, onde muitos elogiaram a produção da canção e outros que a elogiaram pelo estilo musical, em uma boa combinação de hip-hop e R&B. Depois do seu lançamento, a canção teve um sucesso moderado nas paradas, onde seu maior pico foi na Nova Zelândia que chegou ao número #4, e na Austrália pela ARIA Charts chegou ao número #5. No Reino Unido, a canção teve um ótimo desempenho, e muitos críticos de lá a chamaram como "single dos singles". Nos Estados Unidos a canção chegou ao número #58 da Billboard Hot 100 e número #26 na tabela da Mainstream Top 40, além de ter recebido disco de ouro atribuída pela Recording Industry Association of America (RIAA).

## Antecedentes e composição
O produtor da música confirmou que originalmente a canção contaria com a participação de Britney Spears, mas a gravadora de Britney rejeitou a ideia, porque eles achavam que a música era "muito urbana", apesar de que Britney queria ter participado. A segunda escolha foi Christina Aguilera, que gravou a canção com Nelly em 2004. "Tilt Ya Head Back" foi escrito por Nelly, Dorian Moore, Tegemold Newton e Curtis Mayfield, enquanto que a produção ficou a cargo de Doe Mo' Beats que também produziu o single anterior de Nelly, "My Place". A canção contém samples da canção "Superfly" de Curtis Mayfield. A potência vocal de Christina é de "C5" (nota longa em 3:20) e "F5" (02:55).

## Videoclipe
O vídeo para a canção foi dirigido pelo canadense Julien Christian Lutz, conhecido pelo nome artístico Little X. O clipe é feito em um estilo retrô. O clipe é inteiramente filmado em um hotel. Nelly interpreta no vídeo um homem de classe alta, ele sai do carro e se dirige para a recepção, lá ele encontra Aguilera, uma estrela cercada por fotógrafos. No segundo andar do hotel, os dois trocam olhares, e logo Aguilera vai embora. Aguilera então começa a cantar e se contorcer em uma cadeira. Mais tarde, Aguilera é filmada cantando com uma roupa azul. Nelly assiste a uma televisão vendo Aguilera cantando. Durante um show de Aguilera, Nelly chega em um taxi exibindo os bilhetes para entrar no show. No final do vídeo, a polícia chega para prender os dois [Aguilera e Nelly], porém os dançarinos entram na frente para que eles possam fugir de carro. A coreografia do vídeo foi criado por Jeri Slaughter, que também trabalhou com Aguilera em seus singles anteriores do álbum Stripped.

## Divulgação
Para promover a canção, Nelly e Christina Aguilera apresentaram a música na cerimônia do MTV Video Music Awards, no final de Agosto em 2004. Foi a única apresentação ao vivo da canção.

## Desempenho nas tabelas musicais
Apesar da canção só ter alcançado a 58.ª posição na Billboard Hot 100 nos Estados Unidos, o single ainda conseguiu vender mais de 500 mil downloads digitais, recebendo o disco de ouro pela RIAA. Porém, a canção se tornou um hit pela Nova Zelândia, Austrália e em território britânico, chegando ao top 5 das tabelas.
| Tabela musical (2004)              | Melhor posição |
| ---------------------------------- | -------------- |
| Austrália (ARIA Charts)            | 5              |
| Áustria (Ö3 Austria Top 75)        | 42             |
| Canadá (Canadian Hot 100)          | 27             |
| Alemanha (Media Control AG)        | 27             |
| Irlanda (IRMA)                     | 12             |
| Países Baixos (Dutch Top 40)       | 16             |
| Nova Zelândia (RIANZ)              | 4              |
| Suécia (Sverigetopplistan)         | 11             |
| Suíça (Schweizer Hitparade)        | 16             |
| Reino Unido (UK Singles Chart)     | 5              |
| Estados Unidos (Billboard Hot 100) | 58             |

| País/Associação       | Certificação | Vendas   |
| --------------------- | ------------ | -------- |
| Austrália - ARIA      | Ouro         | 50,000+  |
| Estados Unidos - RIAA | Ouro         | 500,000+ |